# Caja surrealista
Caja surrealista es un concepto artístico desarrollado por Marcel Duchamp y Man Ray entre el momento en que formaron Société Anonyme, Inc. (1920) y su encuentro con Joseph Cornell y el galerista Julien Levy.

## Principio

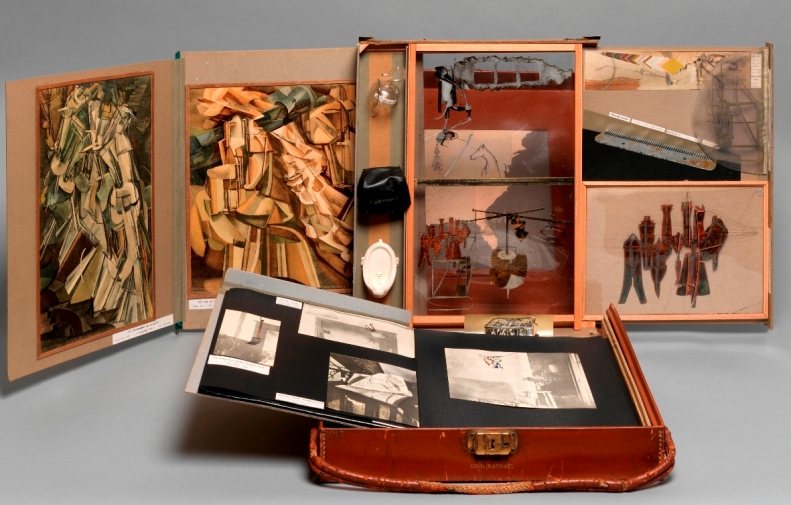
Boîte en valise de Marcel Duchamp

La caja surrealista, objeto hecho o fabricado, en contraste con el objeto ya confeccionado, se atreve a ofrecer en un universo condensado, escultura y pintura, ensamblaje y collage de elementos más o menos heterogéneos.
La caja surrealista se compara con los conceptos de ensamblaje, libro de artista y libro-objeto porque en la mente de Duchamp este tipo de objeto se concibe ante todo como un "múltiple". A partir de 1914, hizo, gracias a la fotografía, lo que le permitió duplicar sus notas y bocetos, es decir, varias copias de una caja, cada una de las cuales era realmente única (numerada, dedicada o de un diseño diferente). En esto siguió el enfoque del grabador que realiza una serie de impresiones a partir de un único modelo (el cuadro). Cuando André Breton o Joseph Cornell se proponían hacer una caja, era una copia única que seguía su propio pensamiento, el del objeto encontrado. Es por tanto, el mismo concepto que, al final, no conduce al mismo resultado: existe lo único y luego hay duplicados y para Duchamp, no había ninguna diferencia, así que hasta 1967, hizo duplicados de sus obras y cajas "reediciones", validadas por un galerista como Arturo Schwarz.
El maestro de obras en este campo es Marcel Duchamp que, por ejemplo, en su Boîte-en-valise (o Valise, 1936-1941) reúne su Gran vidrio reducido, fotos de sus ready-mades (Rueda de bicicleta, Fuente) y diversas reproducciones de elementos plásticos y pictóricos, como si fuera un gabinete de curiosidades de viaje, un "museo portátil" o un maletín de muestras de un representante de comercio, obra destinada principalmente a coleccionistas estadounidenses y que requería una gran organización. Pero La Valise tenía un precedente, La Boîte verte (1934), que no se había hecho por sí sola. Henri-Pierre Roché y Man Ray cuentan que Mary Reynolds, compañera de Duchamp, que había decidido hacer de la encuadernación su profesión en 1929, echó una mano a Duchamp, que también contrató a Joseph Cornell.
Según Gilbert Lascault, la caja surrealista frustra su función como objeto, acomoda los materiales más opuestos en su expresión más incongruente, defiende lo abierto y permite lo cerrado, lo secreto y lo desvelado, lo pequeño y lo inmenso, lo pesado y lo ligero, redescubre el perfume rancio de los escondites infantiles, los cajones invisibles de las secretarias profusas, el doble fondo de los ataúdes, disipa la ambigüedad del simbolismo femenino de la caja por su voluntad de domesticar un poco el amor y la muerte, los sueños de las formas de vivir, de cerrar o abrir puertas.

## Algunas cajas surrealistas

### Marcel Duchamp
- 1914 - Boîte de 1914, caja simple del fabricante de placas fotográficas que contiene copias fotográficas de sus escritos, 5 ej.
- 1921 - (Rrose Sélavy). Why Not Sneeze Rose Sélavy? piezas de mármol cortadas como terrones de azúcar en una jaula de pájaros de la que emergen un hueso de sepia y un termómetro.
- 1934 - ["La Boîte verte"] La Mariée mise à nu par ses célibataires, même, París, Ediciones Rrose Sélavy, 300 copias.[6][7]
- 1936-1941 (en serie hasta 1968) - La Boîte-en-valise, caja de cuero beige que contiene 80 obras en diversas reproducciones: facsímiles y objetos en miniatura, 41,5 x 38,5 x 9,9.
- 1958 - Eau et gaz à tous les étages, cartón cubierto con tela marrón y placa de esmalte azul con documentos, 26 x 35 x 7 cm.
- 1959-1960, - [colectivo] que incluye a Mimi Parent, La Boîte alerte (missives lascives), caja-catálogo diseñada para la Exposición Internacional de Surrealismo (EROS) de 1959-1960, París, Galerie Daniel Cordier.[8]
- 1966 - ["The White Box”] À l'Infinitif, Nueva York, Cordier & Ekstrom, contiene notas inéditas de 1912-1920.

### Man Ray
- 1920 - Le Jeu d'échecs, 1962 [reedición].
- 1921 - Hôtel meublé.

### Joseph Cornell
- 1942 - Les Îles Salomon, "caja de marinero” cuya portada está forrada con un mapa de las Islas Salomón, un compartimento superior contiene veinte pequeñas brújulas y el compartimento inferior contiene objetos y escenas grabadas inspiradas en viajes y exploraciones.
- 1943 - Pharmacy, madera, papel impreso, láminas de metal de colores, azufre, plumas, concha, alas de mariposa, papel de aluminio, alambre de cobre, fruta, agua, pintura dorada, corcho, hojas secas y objetos encontrados, 38,7 x 30,5 x 7,9 cm.
- 1947 - Fanny on Ondine, técnica mixta, 29 x 38 cm, galería Karsten Greve, Colonia.
- 1948 - Nécessaire pour bulles de savon.
- 1952 - Vers la péninsule bleue. El título está tomado de un poema de Emily Dickinson: "Quizás sería más fácil fallar a la vista de la tierra que llegar a mi península azul y morir de alegría."

### Otras cajas notables
- 1936 - André Breton y Jacqueline Lamba, Le Petit mimétique, insecto alado (¿libélula?) sobre un montón de hojas secas secadas en una caja de madera forrada con papel translúcido color miel.
- 1937 - André Breton, Souris blanche, caja de poemas.
- 1938 - Hans Bellmer, En souvenir de ma femme Margaret.
- 1972 - Elisa Breton, Lucy, faire, 1971 y Ne quittez pas.
- 1978 - Gilles Ghez, Le Gardien de musée.[9]
- 1982 - Mimi Parent, La Belle cheval, caja en relieve, 76,5 x 51,9 cm, Galerie François Petit.
- 1991 - Mimi Parent, Adieu vieux monde, caja en relieve, 85 x 94 cm, colección privada.
- 1991 - Mimi Parent, Espace bleu, caja en relieve, 63 x 77 cm, colección privada.
- 1985-1995 - Peter Wood, Ciclo de cajas sin título.